# 菲雷特-特伦施塔特
菲雷特-特伦施塔特是德国巴伐利亚州的一个市镇。总面积15.82平方公里，总人口3619人，其中男性1783人，女性1836人（2011年12月31日），人口密度229人/平方公里。